# Rodney Lion
Rodney Lion is een Surinaams dammer.

## Biografie
Rodney Lion werd tweemaal winnaar dammen tijdens de jeugdkampioenschappen. Hij maakte zich het dammen zelf eigen zonder het gebruik van damboeken of computer. Sinds 2008 speelt hij mee in het Surinaams Kampioenschap Dammen voor senioren (SKD).
Tijdens de SKD van 2015 speelde hij zijn wedstrijden vanaf 7 uur 's avonds, na afloop van zijn werkdagen tot 6 uur. Ondanks dat hij de concentratie soms moeilijk wist vast te houden, plaatste hij zich in de voorronde in een veld met 32 dammers en sleepte hij in de finale de eerste prijs in de wacht. De partijen tegen de grote spelers Guno Burleson en John Sadiek speelde hij uit met een remise. In 2017 promoveerde hij naar de titel van Federatiemeester (MF).

## Palmares
Hij speelde tijdens de volgende internationale kampioenschappen of bereikte bij de andere wedstrijden de eerste drie plaatsen:
| Jaar | plaats | kampioenschap                                          |
| ---- | ------ | ------------------------------------------------------ |
| 2004 | 4e     | Pan-Amerikaans Jeugdkampioenschap                      |
| ?    | Goud   | Surinaams Jeugdkampioenschap                           |
| ?    | Goud   | Surinaams Jeugdkampioenschap                           |
| 2015 | Goud   | Surinaams Kampioenschap                                |
| 2015 | 6e     | Pan-Amerikaans Kampioenschap, Sao Sebastiano, Brazilië |